# 하이터치!/아시타와킷토
〈하이터치!/내일은 반드시〉(일본어: ハイタッチ！／あしたはきっと 하이탓치!/아시타와킷토[*])는 마츠모토 리카(사토시 역), 토요구치 메구미(히카리 역), 카나코, 아키요시 후미에, 그린의 싱글이다.

## 내용

### 하이터치!
TV 도쿄계 《포켓몬스터 DP》의 오프닝 테마이며, 그 애니메이션의 주인공인 사토시(한국명은 지우)와 히카리(한국명은 빛나)의 시리즈 사상 첫 듀엣송이다.
타이틀은 사토시와 히카리의 행동에서 와있다.
그 중에 〈하이터치!2009〉로 리메이크되며, 2009년의 《극장판 포켓몬스터 DP: 아르세우스 초극의 시공으로》나 애니메이션 본편의 오프닝이 됐다.

### 내일은 반드시
《포켓몬스터 DP》의 엔딩 테마이며, 카나코의 데뷔 작품이다.
그 중에서 토요구치 메구미(히카리 역)가 커버를 했으며, 〈어느쪽이~뇨?〉의 커플링곡으로 수록됐다. 이 곡의 편곡은 도카이 TV제작 낮드라마, TBS제작 버라이어티 방송의 테마곡을 주로 맡은 코니시이다.

## 수록곡
1. 하이터치!(ハイタッチ！)
  - 노래: 마츠모토 리카(사토시 역), 토요구치 메구미(히카리 역)
  - 작사: 토다 아키히토, 작곡 · 편곡: 타나카 히로카즈
2. 내일은 반드시(あしたはきっと)
  - 노래: 카나코
  - 작사: 스도 마유미, 작곡 · 편곡: 미토메 카즈미
3. 하이터치! (사토시와 듀엣 버전)(ハイタッチ！（サトシとデュエットバージョン）)
4. 하이터치! (히카리와 듀엣 버전)(ハイタッチ！（ヒカリとデュエットバージョン）)
5. 내일은 반드시 (카라오케)
6. 하이터치 (기타 인스트로 버전)
7. Together 2008 (TV사이즈)
  - 노래: 아키요시 후미에
  - 작사: D&P 프로젝트, 작곡: Rie, 편곡: 요다 카즈오
8. 너의 곁에서 (히카리의 테마) Winter Ver.(TV사이즈)(君のそばで 〜ヒカリのテーマ〜Winter Ver.(TVサイズ）)
  - 노래: 그린
  - 작사: HIKARI · Project, 작곡 · 편곡: 요다 카즈오

## 참가 음악가
- 포켓몬 키즈 - 코러스(#1)
- 타나카 히로카즈 - 키보드(#1)

| TV 애니메이션 《포켓몬스터 DP》 오프닝 테마 2008년 5월 15일(79화) ~ 2008년 9월 25일(94화)  |                                              |                                                           |
| 이전 곡: 아키요시 후미에 〈Together〉                                                      | 아키요시 후미에 〈Together2008〉             | 다음 곡: 마츠모토 리카, 토요구치 메구미 〈하이터치!〉     |
| TV 애니메이션 《포켓몬스터 DP》 오프닝 테마 2008년 10월 2일(96화) ~ 2009년 6월 25일(133화) |                                              |                                                           |
| 이전 곡: 아키요시 후미에 〈Together2008〉                                                  | 마츠모토 리카, 토요구치 메구미 〈하이터치!〉 | 다음 곡: 마츠모토 리카, 토요구치 메구미 〈하이터치!2009〉 |
| TV 애니메이션 《포켓몬스터 DP》 엔딩 테마 2008년 10월 2일(97화) ~ 2009년 3월 26일(120화)   |                                              |                                                           |
| 이전 곡: 미즈하시 마이 〈바람의 메시지〉                                                   | 카나코 〈내일은 반드시〉                     | 다음 곡: 나카가와 쇼코 〈타올라라 삐죽귀 피츄!〉          |